# Sebastian Seifert
Sebastian Seifert (* 12. Dezember 1978 in Ystad) ist ein schwedischer Handballtrainer und ein ehemaliger Handballspieler. Seine Körperlänge beträgt 1,90 m. 

## Sportliche Laufbahn
Seifert, der für den schwedischen Club Ystads IF HF spielte und für die schwedische Nationalmannschaft auflief, wurde meist auf der Rückraummitte eingesetzt. 
Sebastian Seifert begann beim IFK Ystad, für den auch schon sein Vater Roy aufgelaufen war, mit dem Handballspiel. Für Ystad debütierte er auch in der ersten schwedischen Liga. 2000 wechselte er zum dänischen Spitzenclub KIF Kolding, wo er 2001 und 2002 die dänische Meisterschaft sowie 2002 den dänischen Pokal gewann. In der Saison 2002/2003 spielte er für den TuS Nettelstedt-Lübbecke, kehrte aber nach nur einer Saison zurück zu Kolding. Dort gewann er 2005, 2006 und 2009 drei weitere Meisterschaften sowie 2005 und 2007 zwei weitere Pokale. Im Sommer 2009 wechselte er zu Ystad IF. Im März 2013 musste er aufgrund einer Verletzung seine Karriere beenden. Im Sommer 2013 übernahm er das Co-Traineramt bei Ystad IF. Von April 2014 bis zum Saisonende 2016/17 war Seifert als Trainer von Ystad IF tätig. Im Januar 2018 übernahm Seifert das Traineramt von HIF Karlskrona, den er bis zum Saisonende 2017/18 trainierte. Seifert wurde im Jahr 2019 Trainer von IFK Ystad HK, bei dem er bis zum Saisonende 2022/23 tätig war. Zwischen November 2024 und März 2025 trainierte er den dänischen Erstligisten KIF Kolding.
Sebastian Seifert hat 103 Länderspiele für die schwedische Nationalmannschaft bestritten. Für die Handball-Weltmeisterschaft der Herren 2007 in Deutschland konnte er sich mit Schweden allerdings nicht qualifizieren.
Seifert hat deutsche Vorfahren. Seine Großeltern stammen aus Berlin und wanderten 1950 nach Schweden aus.